# 雅各宾广场

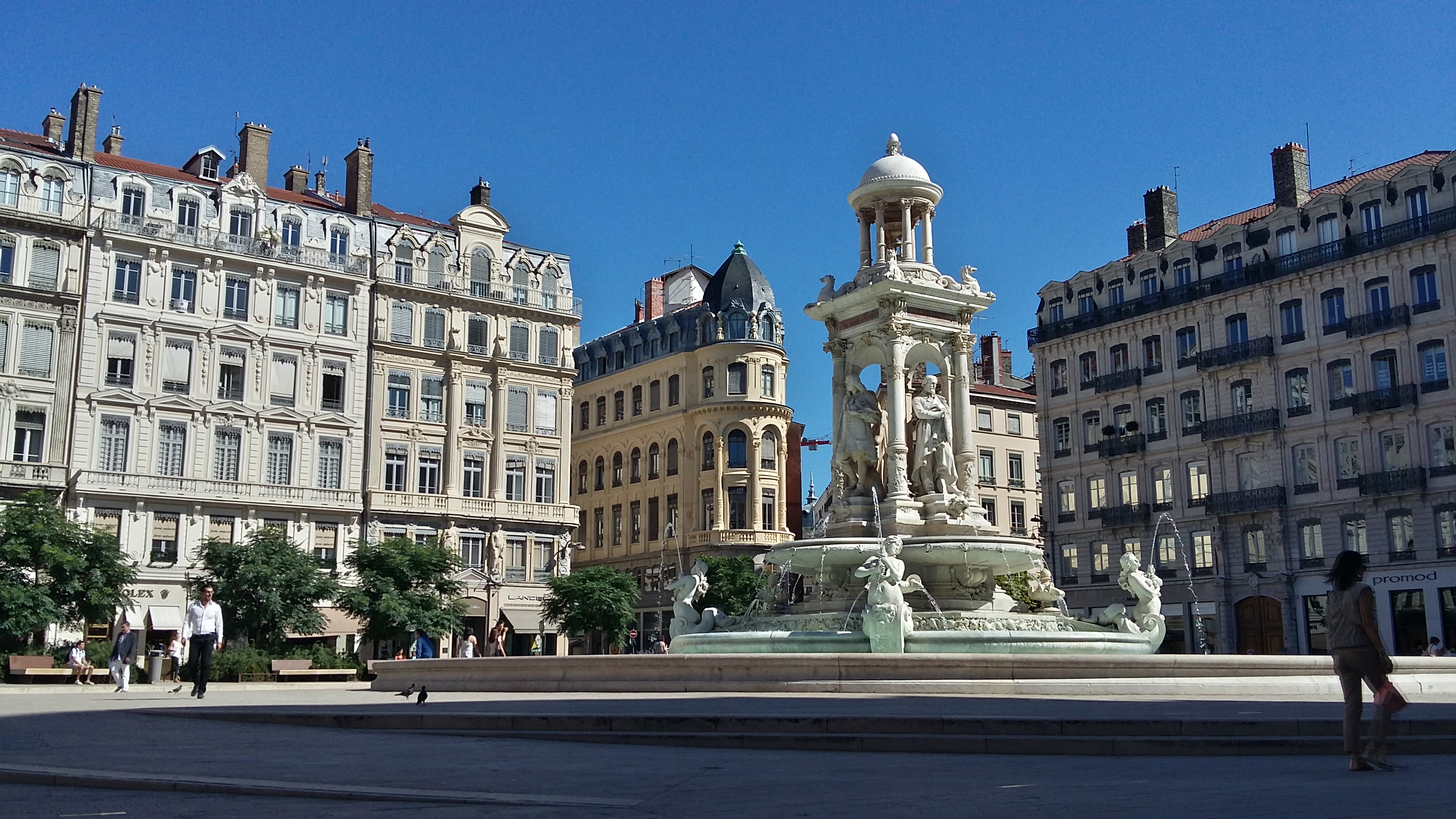
雅各宾广场

雅各宾广场（Place des Jacobins）是法国里昂市中心的一个广场，位于里昂第二区。它开辟于1556年，1856年增加了喷泉。广场属于世界遗产的一部分。 

## 历史
雅各宾广场得名于广场南侧的多明我会建筑。法国国王腓力二世在巴黎和沿着前往圣地亚哥-德孔波斯特拉朝圣的“圣雅各伯之路”的城市，都拨给这些多明我会修士一栋建筑。这座教堂，建于15世纪，于1808年拆卸。在路易-菲利普一世当政时，此处设有罗纳县。 
直到1782年之前，广场称为舒适广场（Place Comfort）。那一年以后，它成为雅各宾广场。1794年，它改名为博爱广场。Fraternité.此后又曾两次更改名称：县广场（Place de la Préfecture）和 皇后广场（Place de l'Impératrice）。1871年2月再次更名为雅各宾广场。 
2004年，广场上安装了一个介绍其历史的牌子。

## 喷泉
喷泉由德雅尔丹设计，在1868年落成，以纪念克劳德-马里乌斯·韦斯，但是这位政治家不喜欢这个喷泉的直径（41.75米），认为是太过分了。1870年法兰西第二帝国垮台，雕像尚未安装，藏在海关仓库。该雕像本来可以改雕为克劳德·贝尔纳，但并未付诸实施，而是在1902年销毁。1877年，德雅尔丹喷泉的圈拆卸，重新安装到卡诺广场的共和国喷泉，最后在1975年广场改建和修建里昂地铁时被拆毁。1877年，市议会决定在雅各宾广场建立新的喷泉。加斯帕德·安德烈的作品“艺术”赢得了通过竞争。1878年6月17日，Degeorges赢得比赛，设计四个雕像：让-波利特·弗朗德兰创作于巴黎，而其他三个，Gérard Audran，老纪尧姆库斯图和菲利贝尔·奥姆在里昂雕刻。尽管合同安排为1878年11月1日完成，但是工程于1881年12月20日才开工，雕像直到1885年才完成。喷泉被列入历史古迹的补充清单。

## 简介
雅各宾广场4号，是画家保罗波莱尔的住宅，由建筑师皮埃尔Bossan于1863年设计建造。